# Jean-Pierre Batut
Jean-Pierre Louis Roger Sylvain Batut (Parigi, 3 luglio 1954) è un vescovo cattolico francese, dal 26 giugno 2023 vescovo ausiliare di Tolosa.

## Biografia
Nasce a Parigi, sede arcivescovile nell'Île-de-France, il 3 luglio 1954.

### Formazione e ministero sacerdotale
Dopo gli studi classici, ottiene la laurea in lettere moderne. Consegue la laurea in filosofia, un master e un certificato di attitudine all'insegnamento dell'istruzione secondaria in tedesco presso la Sorbona in Parigi.
Nel 1979 entra nel Pontificio Seminario Francese; studia poi teologia presso la Pontificia Università Gregoriana in Roma. Consegue poi il dottorato in storia delle religioni alla Sorbona e in teologia all'Institut catholique de Paris.
Il 23 giugno 1984 è ordinato presbitero per l'arcidiocesi di Parigi ed esercita gran parte del suo ministero nell'insegnamento come:
- formatore presso il seminario di Parigi;
- docente di teologia presso il seminario Saint Sulpice in Issy-les-Moulineaux;
- direttore del primo ciclo presso la Maison Saint-Séverin del seminario di Parigi;
- docente presso lo studium di Notre-Dame

Inoltre, è vicario parrocchiale presso diverse parrocchie: Saint-Denys-du-Sain-Sacrement, dal 1985 al 1989, Saint-Severin et Saint-Nicolas, dal 1991 al 1992, Saint-Philippe-du-Roule, dal 1992 al 1995, e a Saint-Francois-Xavier, dal 1997 al 2000. Successivamente diventa parroco presso la chiesa di Santa Giovanna di Chantal dal 2000 al 2006. Infine è parroco presso la chiesa Saint-Eugène-Sainte-Cécile.

### Ministero episcopale
Il 28 novembre 2008 papa Benedetto XVI lo nomina vescovo ausiliare di Lione e vescovo titolare di Ressiana. Riceve l'ordinazione episcopale il 10 gennaio 2009 dal cardinale Philippe Barbarin, arcivescovo metropolita di Lione, co-consacranti il cardinale André Vingt-Trois, arcivescovo metropolita di Parigi, e il vescovo Dominique Lebrun, vescovo di Saint-Étienne.
Nell'ambito della Conferenza episcopale di Francia, dal 2011 è membro della Commissione dottrinale.
Il 22 novembre 2014 papa Francesco lo nomina vescovo di Blois, dopo aver accettato la rinuncia di Maurice Le Bègue de Germiny per raggiunti limiti di età. Prende possesso della diocesi l'11 gennaio 2015 nella cattedrale di Blois.
Il 28 marzo 2016 è eletto dall'Assemblea generale della Conferenza episcopale francese come membro del consiglio permanente, in rappresentanza dei vescovi delle diocesi con meno di cinquecentomila abitanti.
Il 26 giugno 2023 rinuncia al governo pastorale della diocesi di Blois per motivi di salute, in un contesto di tensioni interne tra chierici; esse sembrano essere concernenti la nomina dell'economo diocesano, avvenuta nell'anno precedente. Contestualmente è nominato da papa Francesco vescovo ausiliare di Tolosa e titolare di Maillezais; inizia il nuovo incarico il 10 settembre 2023 nel corso di una celebrazione eucaristica presieduta dall'arcivescovo Guy André Marie de Kérimel nella cattedrale di Tolosa.

## Genealogia episcopale
La genealogia episcopale è:
- Cardinale Scipione Rebiba
- Cardinale Giulio Antonio Santori
- Cardinale Girolamo Bernerio, O.P.
- Arcivescovo Galeazzo Sanvitale
- Cardinale Ludovico Ludovisi
- Cardinale Luigi Caetani
- Cardinale Ulderico Carpegna
- Cardinale Paluzzo Paluzzi Altieri degli Albertoni
- Papa Benedetto XIII
- Papa Benedetto XIV
- Papa Clemente XIII
- Cardinale Giovanni Carlo Boschi
- Cardinale Bartolomeo Pacca
- Papa Gregorio XVI
- Cardinale Castruccio Castracane degli Antelminelli
- Cardinale Paul Cullen
- Arcivescovo Joseph Dixon
- Arcivescovo Daniel McGettigan
- Cardinale Michael Logue
- Cardinale Patrick Joseph O'Donnell
- Vescovo John Gerald Neville, C.S.Sp.
- Vescovo Auguste Julien Pierre Fortineau, C.S.Sp.
- Arcivescovo Xavier Ferdinand J. Thoyer, S.I.
- Arcivescovo Gilbert Ramanantoanina, S.I.
- Cardinale Victor Razafimahatratra, S.I.
- Arcivescovo Philibert Randriambololona, S.I.
- Cardinale Philippe Xavier Ignace Barbarin
- Vescovo Jean-Pierre Louis Roger Sylvain Batut

## Pubblicazioni
- Dio Padre Onnipotente, Parola e Silenzio, 1998
- Imparare a pregare attraverso la preghiera, con Patrick Chauvet, Mame, 1999
- Arte moderna: tra l'influsso e l'abbandono di Dio, Parola e Silenzio, 2005
- Chi è il Dio dei cristiani?, con Rémi Brague, Salvatore, 2011
- Dal Credo (Conferenze quaresimali), Parola e Silenzio, 2013